# Muraenosaurus
Muraenosaurus (van het Latijnse 'muraena'/Grieks myraina wat 'aal' betekent en 'sauros' wat hagedis betekent) is een geslacht van uitgestorven cryptoclidide plesiosauriërs uit de Oxford Clay in Zuid-Engeland. Het geslacht kreeg zijn naam vanwege het palingachtige uiterlijk van de lange nek en kleine kop. Muraenosaurus groeide tot 5,2 meter lang en leefde ongeveer tussen 160 miljoen jaar en 164 miljoen jaar geleden in het Callovien van het Midden-Jura. 

## Naamgeving
Charles E. Leeds, de oudere broer van de bekendere Alfred Leeds, verzamelde de eerste Muraenosaurus, holotype BMNH R2421, die vervolgens werd beschreven door Harry Govier Seeley. Mogelijk heeft het exemplaar enige schade opgelopen door de nonchalante stijl van verzamelen door Charles Leeds, die eigenaren van een onbepaalde leemput betaalde als ze beenderen leverden, zonder toe te zien op het proces van opgraving. De eerste Muraenosaurus werd gevonden met ontbrekende stukken van de schedel en veel van de staartwervels waren afwezig. Omdat het dier werd beschreven uit de collectie van Charles Leeds kreeg het de naam Muraenosaurus Leedsii. Het is het meest complete exemplaar dat behoort tot het geslacht Muraenosaurus en ook de enige soort die ongetwijfeld lid is van het geslacht. Drie andere soorten zijn in eerste instantie benoemd als leden van het geslacht Muraenosaurus: Muraenosaurus reedii, Muraenosaurus platyclis en Muraenosaurus beloclis die in 1909 het aparte geslacht Picrocleidus werd. Andere skeletten uit de Leeds Collection, toegewezen aan M leedsii, zijn BMNH R2422, BMNH R2423, BMNH R2424 (alleen postcraniaal), BMNH R2426 (alleen postcraniaal), BMNH R2864 en BMNH R3704 (een schoudergordel van een oud individu). Cimoliasaurus durobrivensis Lydekker, 1889 werd in 1909 door Andrews hernoemd tot een Muraenosaurus durobrivensis maar dat heeft weinig navolging gevonden. Wellicht gaat het om een jonger synoniem van M. leedsii. Hetzelfde geldt voor Muraenosaurus platyclis Seeley, 1892. Dat zou het bekende materiaal vergroten met respectievelijk BMNH R2628, BMNH R2863, BMNH R2427 en BMNH R2681; en BMNH R2678, BMNH R2425 en BMNH R2426.

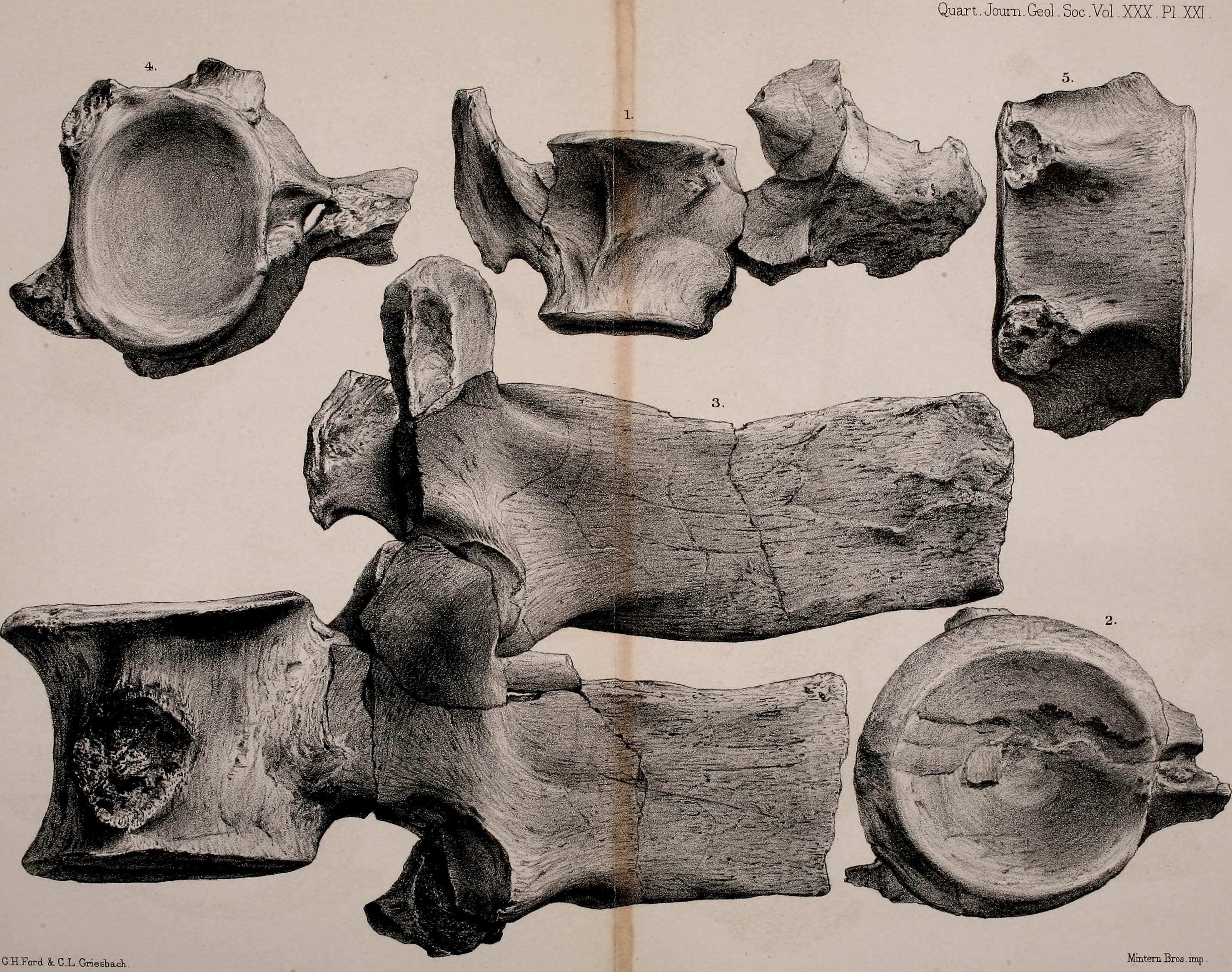
Beenderen in 1874 geïllustreerd

Muraenosaurus reedii werd door Wiliam Arthur Reed ontdekt in Wyoming en beschreven door Maurice Mehl van de Universiteit van Chicago. De gevonden fossiele fragmenten bestonden uit stukken van de borst- en bekkengordel, verschillende wervels, ribben en een relatief complete linkerborstpeddel. Vergelijkingen tussen Muraenosaurus leedsii en Muraenosaurus reedii werden getrokken bij het onderzoeken van de ribbenstructuur en peddel van Muraenosaurus reedii. Beiden hadden een vergelijkbaar gevormd, langwerpig opperarmbeen en relatief korte vingerkootjes. Muraenosaurus reedii is in feite een jonger synoniem van Pantosaurus.

## Beschrijving
Muraenosaurus was een middelgrote plesiosauriër, waarvan het grootste exemplaar tot 5,2 meter lang was. Het gewicht is wel zo hoog geschat als anderhalve ton. Ongeveer 83% van het skelet is onbekend.
De schedel heeft een lengte van ongeveer zevendertig centimeter. De snuit is niet geornamenteerd en niet ingesnoerd. De praemaxillae lopen tot midden tussen de oogkassen. Het prefrontale vormt de bovenrand van de oogkas. Het foramen pineale ligt op de beennaad van de voorhoofdsbeenderen en wandbeenderen, ter hoogte van de achterrand van de oogkas. Het jukbeen raakt de oogkas. De tanden zijn lang, spits en licht gekromd met lengterichels voornamelijk op de binnenzijde. De voorste tanden in de bovenkaken en onderkaken zijn vrij sterk verlengd tot boven de drie centimeter. De tanden zijn kleiner rond de beennaad tussen praemaxilla en ravenbeksbeen. Het parasfenoïde mist een dolkvormig uitsteeksel. Er is een voorste holte, met een afgeronde achterrand, tussen de pterygoïden. De pterygoïden steken over de volle lengte beneden het basicranium uit. Ze hebben geen achterste middennaad.

Doorsnede van de borstkas

De wervelkolom is bol naar boven gebogen. De plesiosauriër had zesenzestig presacrale wervels; vierenveertig daarvan waren cervicaal, van de nek. De halswervels zijn amficoel en langwerpig. Beginnend bij de basis van de schedel en naar achteren bewegend, worden de halswervels langer en de doornuitsteeksels breder. Dit kan wijzen op een verhoogde spieraanhechting richting de basis van de nek. Er is ook een geleidelijke afvlakking en vermindering van de zygapofysen tot ongeveer de dertigste wervel waar alle sporen van het platform verdwenen zijn. Achter de vierenveertig halswervels had Muraenosaurus drie pectorale wervels, negentien ruggenwervels en vier sacrale wervels. De borstwervels lijken op de achterste halswervels, maar vertonen een verbreed vlak van het centrum en een lichte achterwaartse helling in de doornuitsteeksels. Bij de ruggenwervels staat de rib hoger op de wervelboog. De ruggenwervels zijn niet verkort, en dus de borstkas als geheel ook niet, en zijn ongeveer even breed als hoog. De doornuitsteeksels zijn van voor naar achter langwerpig en verticaal samengedrukt. De achterste sacrale wervels zijn niet verkort. De doornuitsteeksels van de sacrale wervels zijn niet verlaagd in verhouding tot die van de rug. In de achterste rug buigen de zijuitsteeksels naar achteren maar gaan niet haaks op de wervels staan. De achterste ribben daarentegen zijn bijna recht naar beneden gericht zodat de buikholte vrij smal moet zijn geweest. De eerste sacrale rib is lichtgebouwd met een klein raakvlak op het wervellichaam en een beperkte bevestiging door kraakbeen. Ook de voorliggende ribben zijn lichtgebouwd en horizontaal afgeplat. De sacrale ribben verschillen van lengte tussen de linkerzijde en rechterzijde van het lichaam. Dit is typisch voor Cryptoclididae. De niet bijzonder robuuste buikribben zijn verticaal gebogen en hebben zeven tot acht segmenten.

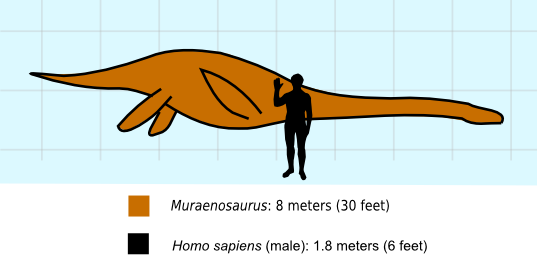
Vergelijking in grootte met een mens

De schoudergordel bij Muraenosaurus is breder dan bij de meeste plesiosauriërs en hielp het dier te plaatsen als een lid van Cryptoclididae. De interclavicula en de sleutelbeenderen zijn naadloos versmolten. De ravenbeksbeenderen bereiken een breedte van bijna veertien duim, ruim dertig centimeter. Het bekken is veel langer dan breed maar ook vrij hoog. De bekkenbodem is niet speciaal plat. De achterste tak van het zitbeen is relatief breed en loopt niet taps toe. Deze tak is niet speciaal verkort of overdwars verbreed. De achterrand van de fenestra thyroidea is diep uitgehold. Het darmbeen is relatief lang en zwaargebouwd. Het darmbeen staat haaks op het zitbeen.
De voorpoot is overdwars samengedrukt in vergelijking met de achterpoot en de ledematen van andere plesiosauriërs. Deze compressie leidt tot een andere lengte-breedteverhouding van de ledematen van Muraenosaurus. Deze verhouding is bij de achterpoten veel groter dan die van de voorpoten, wat een langere en slankere vorm oplevert. De lage verhouding in de voorpoten is mogelijk gebruikt om de manoeuvreerbaarheid te vergroten, wat ten koste gaat van het uithoudingsvermogen van het dier. De propodia hebben facetten, De opperarmbeenderen hennen gescheiden knobbels en de dijbeenderen gescheiden trochanters. Er zijn vier proximale metapodia. Het maximale aantal kootje per vinger of teen bedraagt veertien tot vijftien.

## Fylogenie
Toen Harry Seeley Muraenosaurus voor het eerst beschreef, dacht men dat het tot Elasmosauridae behoorde in plaats van tot Cryptoclididae. Muraenosauriërs en elasmosauriërs delen een plesiosauromorf lichaamstype dat wordt gekenmerkt door een kleine kop aan het einde van een lange nek. Net als elasmosauriden heeft Muraenosaurus een lange nek. Van de zesenzestig presacrale wervels bij Muraenosaurus zijn er vierenveertig cervicaal. Aanvankelijk werd aangenomen dat deze innovatie leidt tot een grotendeels flexibele nek en een relatief kort en stevig lichaam. Meer recent onderzoek heeft aangetoond dat de nek van plesiosauromorfen, hoewel mobiel, niet zo flexibel was als eerder werd gedacht. Het hoofd van Muraenosaurus is ook erg klein in vergelijking met zowel de nek als de lichaamslengte, en is slechts ongeveer zevenendertig centimeter lang. Beide eigenschappen komen veel voor bij elasmosauriden, wat leidde tot de eerste diagnose van muraenosauriden in de familie Elasmosauridae. Dit is echter eigenlijk een geval van convergente evolutie tussen cryptoclididen en elasmosauriden. De clade der cryptoclididen vertegenwoordigt een unieke tak wat betreft de paleomorfologie van de ontdekte exemplaren. Binnen de Cryptocleidoidae zijn er bijvoorbeeld plesiosauriërs met korte hals, zoals Kimmerosaurus, en Muraenosaurus met lange hals. De bepalende kenmerken van Cryptocleidoidia zijn onder meer een lage lengte-breedteverhouding van de vinnen, een brede afgeronde interpterygoïde holte en extreme specialisatie van het wanggebied. De interpterygoïde holte is volledig afwezig bij elasmosauride soorten, maar is goed vertegenwoordigd bij cryptoclididen, waaronder Muraenosaurus. De lengte-breedteverhouding van zowel de voor- als achterpoten van Muraenosaurus is veel lager dan de lengte-breedteverhouding van elasmosauride exemplaren. De voorpoten lijken vooral op de vinnen van Pliosauridae, een groep van minder langwerpige mariene reptielen die de zeeën deelden met plesiosauriden, meer dan dat ze lijken op de typische plesiosauride morfologie. Cryptoclidus, een andere cryptoclidische plesiosauromorf, deelt deze eigenschap met Muraenosaurus.
Een cladogram door Benson (2010):
|  | Muraenosaurus |
|  |               |
|  | Tricleidus    |
|  |               |

|  | Cryptoclidus  |
|  |               |
|  | Kimmerosaurus |
|  |               |

|  | Muraenosaurus |
|  |               |
|  | Tricleidus    |
|  |               |

|  | Cryptoclidus  |
|  |               |
|  | Kimmerosaurus |
|  |               |

## Paleobiologie

### Habitat
Muraenosaurus werd aanvankelijk ontdekt in de Oxford Clay, wat een oude zee vertegenwoordigt die zowel ondiep was, met een gemiddelde diepte van minder dan vijftig meter, als warm (twintig graden celsius). De Oxford Clay-afzettingen zijn te vinden in Zuid-Engeland en delen van Frankrijk. De zee was rijk aan voedingsstoffen en het licht filterde gemakkelijk door het ondiepe water om een zeer productief ecosysteem te creëren. De zeebodem was bezaaid met tweekleppige dieren, geleedpotigen, gastropoden en foraminiferen, terwijl de pelagische zone een grote verscheidenheid aan soorten herbergde, van mariene reptielen tot teleosten. De Oxford Clay was zo productief dat er meer dan honderd geslachten uit het sediment zijn gehaald.

### Dieet en predatie

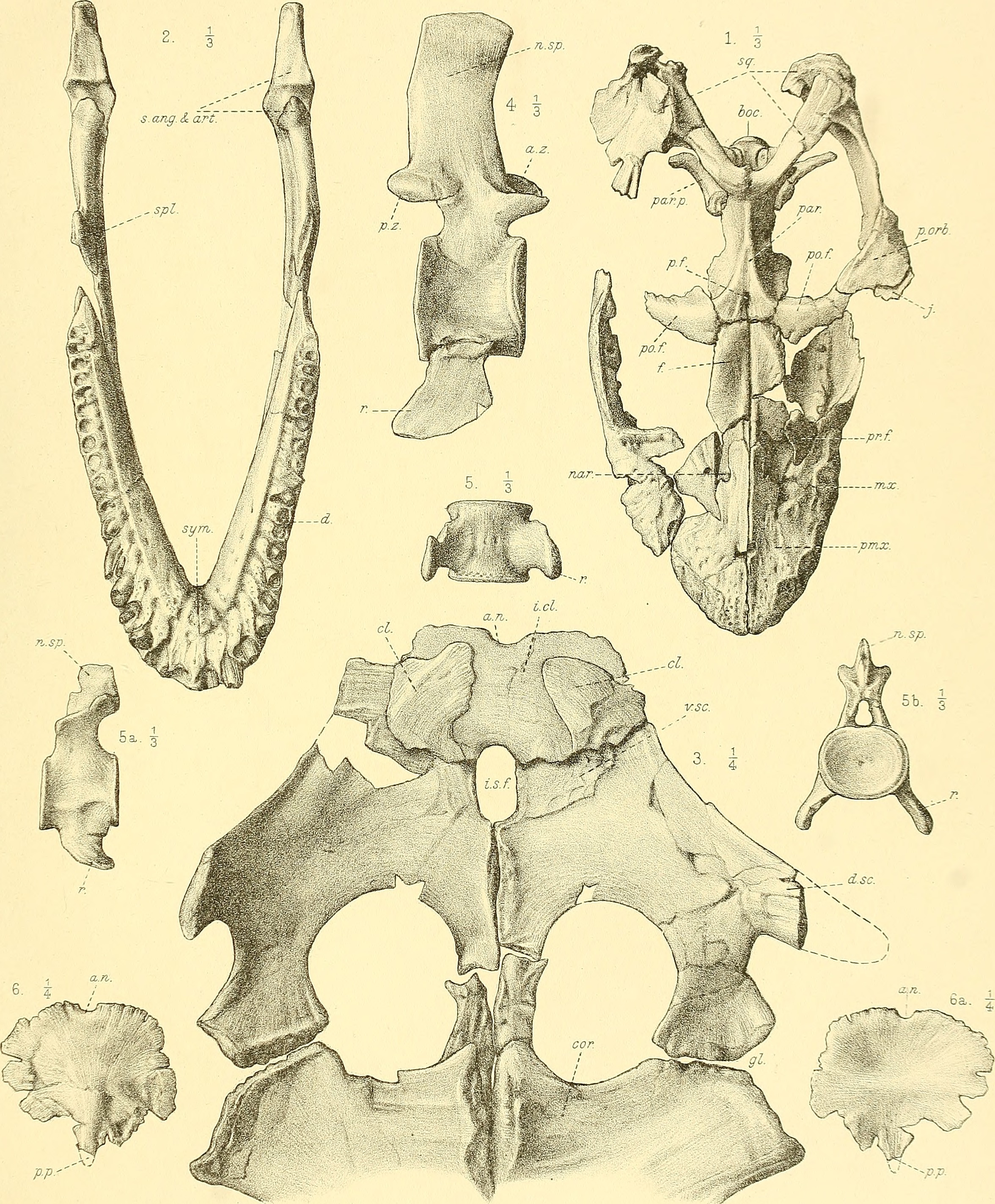
Bovenaan de kop van M. platyclis

De rol van Muraenosaurus in het ecosysteem is waarschijnlijk meer vergelijkbaar met elasmosauriden dan met andere cryptoclididen vanwege de plesiosauromorfe lichaamsplannen die worden gedeeld tussen elasmosauriden en muraenosauriden. Cryptoclididen hebben een variërende morfologie en het is moeilijk om hun ecologische rol als collectieve eenheid te beoordelen. Er zijn langhalzige plesiosauriden ontdekt met verschillende inhoud die verhard is in hun maag, wat een indicatie geeft van wat Muraenosaurus mogelijk heeft gegeten. Geprefereerde prooisoorten lijken beenvissen en koppotigen te zijn. Om zulke verschillende prooisoorten te exploiteren, zouden plesiosauriden meerdere verschillende voedingsstrategieën nodig hebben.
Aanvankelijk werd gedacht dat plesiosauriden met lange hals uitsluitend viseters waren vanwege hun conische tanden, een eigenschap die ze gemeen hebben met moderne viseters. Er werd voorgesteld dat plesiosauromorfen met een rechte nek zouden zwemmen en pelagische vissen zouden aanvallen. De rechte nek zou zijn gebruikt om te voorkomen dat er weerstand ontstaat door zijn nek omhoog te buigen in de waterkolom. Bovendien hebben sommige onderzoekers voorgesteld dat plesiosauriden, door met hun kop recht voor hun lichaam te zwemmen, pelagische vissen kunnen bereiken voordat ze de verandering in waterdruk voelen die wordt veroorzaakt door het grote lichaam van de plesiosauride. In wezen zou het hoofd het drukverschil voorafgaan. Er wordt ook voorgesteld dat soorten zoals Muraenosaurus zich voedden met bodemvissen door erboven te drijven en zijn kop in het benthos te reiken. Plesiosauromorfen hebben mogelijk ook een strategie gebruikt die benthische begrazing wordt genoemd, waarbij ze relatief immobiele soorten zoals koppotigen van de zeebodem zouden oogsten. Gastrolieten zijn vaak gevonden in de magen van uitgestorven zeereptielen en zijn in verband gebracht met het plesiosauromorfe lichaamstype. Een van de voorgestelde toepassingen voor gastrolieten is het vermalen van taai, voedsel in een schelp zoals koppotigen.
De voedselketen stopte niet bij de plesiosaurimorfen. De oceanen in het Mesozoïcum werden gedomineerd door pliosauriden, toproofdieren die op soorten als Muraenosaurus zouden hebben gejaagd. Pliosauriden waren echter niet de enige dieren die zich zouden hebben gevoed met Muraenosaurus. Bewijs hiervan komt uit verschillende gevallen waarin haaientanden werden gevonden bij plesiosaurimorfe exemplaren. Het is echter niet zeker of de exemplaren in leven waren toen ze werden aangevallen of dat haaien zich voedden met karkassen van overleden plesiosaurimorfen. De versnipperende tanden van lamniforme haaien geven aan dat ze misschien aaseters of detrivoren waren en dat ze zich alleen voedden met dode plesiosauriden. Muraenosaurus was een belangrijk onderdeel van het ecosysteem, zowel als carnivoor als als voedselbron voor andere soorten.

## Gastrolieten en drijfvermogen
Gastrolieten zijn een veel voorkomende vondst in de maaginhoud van uitgestorven zeereptielen. Hun voorkomen heeft geleid tot twee hoofdhypothesen met betrekking tot de betekenis van deze maagstenen. Het eerste voorgestelde gebruik, zoals hierboven beschreven, was het pletten van voedsel met harde schaal dat door het dier werd opgeslokt. De tweede hypothese is dat gastrolieten werden ingeslikt om het drijfvermogen in de waterkolom te controleren. Modellering van lichaamstypes van Cryptoclidus heeft aangetoond dat het gebruik van gastrolieten als ballast onrealistisch is. Om het drijfvermogen van het dier te bewerkstelligen, zou een Muraenosaurus meer dan tien procent van zijn lichaamsgewicht aan stenen moeten consumeren. Waargenomen steenmassa's verzameld uit magen van plesiosauriden zijn veel lager dan de gemodelleerde massa die nodig is om zo'n verandering in drijfvermogen te bewerkstelligen. Uit de modellering kwam echter een nieuwe mogelijkheid naar voren en dat is dat gastrolieten mogelijk hebben bijgedragen aan het voorkomen van rollen bij dieren zoals Muraenosaurus. Modellen hebben aangegeven dat stenen niet alleen het draaien op diepte verminderen, maar dat het ook mogelijk is dat ze de ossilaties in de nek van een plesiosauride dempen, waardoor ze stabiliteit bieden om onderwaterstromingen te overwinnen.